# Meg Bellamy
Meg Bellamy (bürgerlich: Megan Kate Smith; * 9. Oktober 2002 in Leeds) ist eine britische Schauspielerin.

## Leben
Bellamy wurde 2002 in Leeds geboren und wuchs ab dem sechsten Lebensjahr Wokingham in Berkshire auf. Sie hat einen Bruder, einen Halbbruder und zwei Stiefbrüder.
Als Schülerin trat sie in einigen Musical-Inszenierungen ihrer Schule auf. Nachdem Bewerbungen an mehreren Schauspielschulen gescheitert waren, arbeitete sie im Legoland Windsor Resort und bewarb sich 2022 ohne professionelle Schauspielerfahrung für die Rolle der Kate Middleton in der 6. Staffel der Netflix-Serie The Crown, die sie nach einem mehrmonatigen Casting-Prozess auch erhielt.

## Filmografie (Auswahl)
- 2021: The Prince of Savile Row (Kurzfilm)
- 2023: The Crown (Fernsehserie, 3 Episoden)